# Memphis Depay
Memphis Depay vagy egyszerűen csak Memphis (Moordrecht, 1994. február 13. –) holland válogatott labdarúgó, posztját tekintve szélső középpályás, csatár, a brazil Corinthians játékosa.
2015-ben a France Football francia szaklap a legjobb Európában játszó fiatal labdarúgók közé sorolta. Hazájában az egyik legnagyobb tehetségnek, és játékstílusa, valamint posztja miatt Arjen Robben utódjának tartják. Sokan Cristiano Ronaldóhoz hasonlítják, Louis van Gaal, Ronald Koeman, Guus Hiddink, és Marco van Basten is a világ jövőbeni legjobb játékosai közt emlegette.
Mart van Duren, aki a PSV Eindhovenbe volt az ifjúsági csapat edzője, hamar észrevette vele született tehetségét. Az eindhoveni klubban Phillip Cocu edzősége alatt mutatkozott be, minden tétmérkőzést figyelembe véve 124 találkozón 50 gólt szerzett. 2015-ben hazájában az év tehetségének választották, ugyanebben az évben bajnok és gólkirály lett a PSV-vel.
2015 nyarán 25 millió fontért szerződtette a Manchester United, a 2015–2016-os idényben csak Cristiano Ronaldo és Lionel Messi mezéből adtak el többet az egész világon. A holland válogatottban 2013-ban mutatkozott be, tagja volt a 2014-es világbajnokságon bronzérmes Oranjének.

## Pályafutása

### PSV Eindhoven
Memphis Depay szülővárosának csapatában, a VV Moordrechtben ismerkedett a labdarúgás alapjaival. 2003-ban a Sparta Rotterdam szerződtette. Ton Redegeld, a klub elnöke már ekkor dicsérte a tehetséges fiatalt, akire hamarosan a nagy holland klubok is felfigyeltek. Bár érdeklődött utána a Feyenoord és az AFC Ajax is, nagyapja tanácsára – aki annak ellenére, hogy maga is nagy AFC Ajax drukker volt, így tartotta jobbnak – Depay a PSV Eindhoven ajánlatát fogadta el.

#### 2012–13: A kezdetek
2011-ben Depay túlnyomó részt még az eindhoveniek tartalékcsapatában, a Jong PSV-ben játszott. Az első csapatban egy KNVB-kupa mérkőzésen, az amatőr VVSB ellen mutatkozott be szeptember 21-én.
Bajnoki debütálására 2012. február 12-én került sor a Philips Stadionban, a Feyenoord ellen 3–2-re megnyert rangadó alkalmával. Március 18-án első gólját is megszerezte az Eredivisieben a Heerenveen ellen, hat perccel azután, hogy beállt Dries Mertens helyére.
Első idényében nyolc bajnokin háromszor volt eredményes.
Depay április 8-án pályára lépett a Heracles Almelo ellen a  KNVB-kupa döntőjében, ismét Mertens cseréjeként, és a mérkőzés végén 3–0-s győzelmet, valamint első felnőtt trófeáját ünnepelhette.
Az újonnan kinevezett Phillip Cocu már rendszeresen számított a játékára, 2012 nyarán pedig meghosszabbította a szerződését 2017 nyaráig.
Augusztus 5-én szerepelt a Holland Szuperkupa döntőjében, ahol az Ajaxot győzték le 4–2-re. Második szezonjában 20 bajnokin lépett pályára, ezeken két gólt szerzett. 2013. május 9-én újabb kupadöntő várt a PSV Eindhovenre, azonban az AZ Alkmaar jobbnak bizonyult és 2–1-es győzelmet aratott. Depay ezúttal öt percet játszott Dries Mertens cseréjeként.

#### 2013–14: Az áttörés
Első gólját a nemzetközi porondon 2013. július 30-án szerezte a Zulte-Waregem elleni Bajnokok Ligája selejtező mérkőzésen. A PSV ugyan ezt a mérkőzést megnyerte, azonban az első összecsapást 2–0-ra a belgák nyerték, így ők jutottak tovább, a PSV az Európa-ligában folytatta. Itt október 3-án Depay góljának köszönhetően győzték le az ukrán Csornomorec Odesszát.

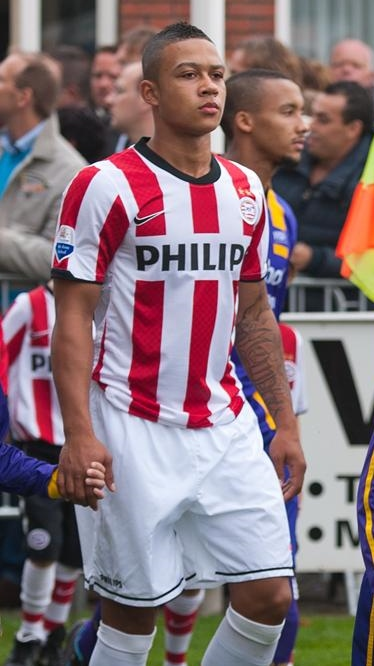
Memphis Depay a PSV színeiben 2011-ben

Október 27-én gólpasszt adott Tim Matavžnak a Roda elleni bajnokin, azonban ugyanezen a mérkőzésen felnőtt pályafutása során először kiállították. December 15-én duplázott az Utrecht ellen, majd március 15-én orrtörést szenvedett a Vitesse ellen. Sok időt nem hagyott ki, nyolc nap múlva már pályára lépett a Roda ellen egy speciális arcvédő maszkot viselve.
A PSV csupán a negyedik helyen zárta az aktuális bajnokságot, Depay a bajnokság hajrájában is több fontos góllal segítette csapatát. Összesen 32 bajnoki összecsapáson tizenkétszer volt eredményes.

#### 2014–15: Bajnoki-és gólkirályi cím
Miután a nyári világbajnokságon a holland válogatott tagjaként bronzérmet szerzett, hallani lehetett róla, hogy erősebb bajnokságok tehetős klubjai érdeklődnek iránta. Konkrét ajánlatot a Manchester United és a Tottenham Hotspur tett.
Depay azonban maradt, és a nyár végén góllal segítette a PSV-t az osztrák St. Pölten elleni továbbjutáshoz az Európa-ligában, és remek rajtot vett a bajnokságban is. Az első két fordulóban két gól volt a mérlege, és jelentős szerepet játszott a hollandok FK Sahcjor Szalihorszk elleni továbbjutásában a nemzetközi porondon.
Szeptember 13-án a Zwolle elleni játék közben ágyéksérülést szenvedett, ezért már a mérkőzés 18. percében le kellett cserélni.
Több mint egy hónapot hagyott ki, azonban a bajnokság hajrájában már ismét csapata rendelkezésére állt. Április 18-án 35 méteres szabadrúgásgóllal biztosította be csapata győzelmét a Heerenveen ellen, a PSV pedig 2008 után először, összességében 22. alkalommal is bajnok lett. Május 10-én az utolsó bajnoki fordulóban is betalált a Heracles Almelo 2–0-s legyőzése alkalmával, majd óriási taps közepette hagyta el a pályát, ugyanis 22 góllal ő lett a gólkirály, két találattal megelőzve a húsz gólos Luuk de Jongot. Pár nap múlva a PSV elismerte, hogy ajánlatot kapott Depayért a Manchester Unitedtől.

### Manchester United

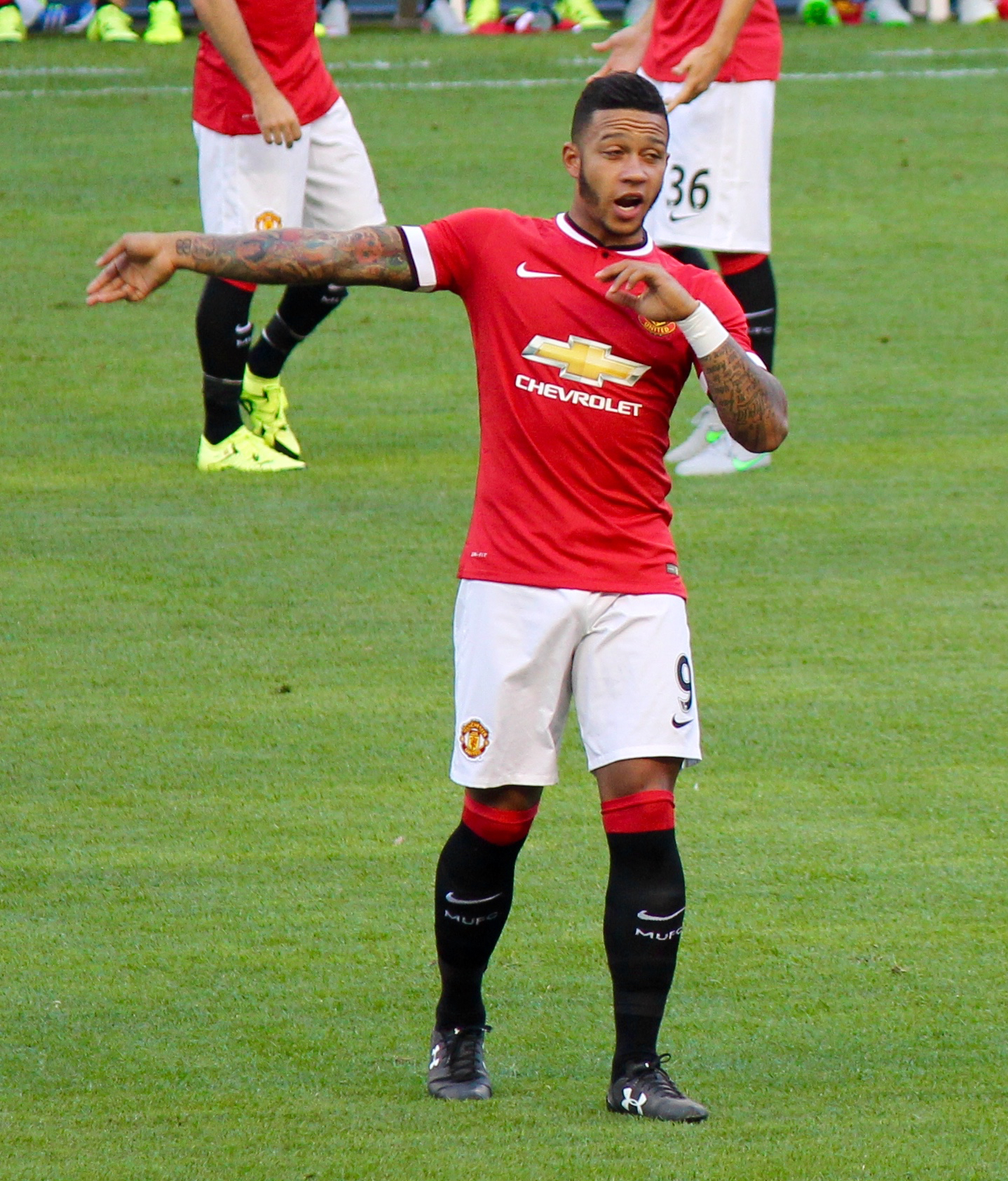
Memphis Depay a United mezében 2015-ben

Május 7-én a PSV elismerte, hogy megállapodott az angolokkal, és már csak az ilyenkor szokásos orvosi vizsgálatok vannak hátra. Louis van Gaal, a United menedzsere azt nyilatkozta, hogy azért kellett ilyen hamar cselekedniük, mert a PSG szintén az ajánlattételre készült, valamint Brendan Rodgers, a Liverpool menedzsere is szerette volna megszerezni Depay játékjogát.
Végül 2015. június 12-én hivatalosan is bejelentették, hogy Memphis Depay 25 millió fontért négy évre a Manchester United játékosa. A szerződés egy évvel automatikusan meghosszabbítható.
Július 10-én sajtótájékoztató keretein belül mutatták be új csapatánál, Jaap Stam, Ruud van Nistelrooy és Pak Csiszong után ő lett a negyedik játékos aki a PSV-től szerződik a Manchester Unitedhez. Az idény előtti amerikai turnén mutatkozott be, majd megkapta a klubnál legendássá váló 7-es számú mezt, amelyet előtte George Best, Bryan Robson, Éric Cantona, David Beckham és Ángel Di María viselt.

#### 2015–16-os szezon
A Premier League-ben augusztus 8-án mutatkozott be, a Tottenham elleni 1–0-ra megnyert mérkőzésen Ander Herrera helyére állt be a 68. percben.  A mérkőzés után van Gaal úgy nyilatkozott, hogy Memphis túl "mohó" módon játszott, szoknia kell még az angol bajnokság ritmusát. Tíz nap múlva két gólt lőtt, és gólpasszt adott Marouane Fellaininak a Club Bruges elleni BL-selejtezőn.
A csoportkör első mérkőzésén betalált volt csapatának a Philips Stadionban, az összecsapást a PSV Eindhoven nyerte 2–1-re. Első bajnoki gólját szeptember 26-án szerezte a Sunderland ellen. (3–0) A mérkőzés után a United 110 hét után állt ismét az angol bajnoki tabella élén.
A következő időszakban mind a csapata, mind pedig Depay teljesítménye is visszaesett, a De Telegraafnak azt nyilatkozta, hogy idő kell még mire fizikálisan megszokja a Premier League követelte elvárásokat, ellenben sokan, köztük Ryan Giggs úgy vélte, hogy túl sokat foglalkozik a szórakozással, az éjszakai élettel, és ez gyenge teljesítményének az oka. Louis van Gaal is figyelmeztette, nehogy úgy járjon, mint Ángel Di María, aki egy évvel korábban nagyszerű formában kezdett, majd csalódva távozott az Old Traffordról.
Később Depay a kispadra szorult honfitársa, Daley Blind mögött, és a válogatottal sem jutott ki a 2016-os Európa-bajnokságra. Mindezek ellenére neve szerepelt a FIFA Aranylabda díjra nevezettek bő, 59 nevet tartalmazó névsorában.
A mellőzöttség után Anthony Martial és Wayne Rooney sérülése nyomán újra a kezdőcsapatban találta magát, és góllal bizonyított a Watford elleni bajnokin. Teljesítményét van Gaal is dicsérte, és megválasztották a mérkőzés legjobbjának is. 2016 januárjában a Chelsea elleni rangadón csereként állt be a mérkőzés hajrájában, majd egy labdaeladásából a londoniak gólt szereztek és döntetlenre mentették a mérkőzést.
Februárban a dán Midtjylland elleni Európa-liga párharc mindkét mérkőzésén eredményes teljesítményt nyújtott, gólokat lőtt, gólpasszt adott. A szurkolók végre láthatták a tüzet a játékában, és van Gaal is úgy fogalmazott, hogy talán ez Memphis manchesteri pályafutásának a fordulópontja lehet. André Rømer, a dán csapat hátvédje úgy nyilatkozott, hogy sohasem látott még Depaynál jobb labdarúgót, nem volt ellenszere arra, hogy megállítsa technikás és szélvészgyors támadót.
Végül első teljes idényében 29 bajnoki mérkőzésen két gólt szerzett, és az idény végén FA-kupa győzelmet ünnepelhetett, igaz a döntőben nem lépett pályára.

#### 2016–17-es szezon
A 2016–17-es őszi idényben mindössze 4 bajnokin és két Európa-liga mérkőzésen kapott lehetőséget José Mourinhótól, aki 2017 januárjában elmondta, hogy nem gördít akadályt az esetleges távozása elé.

### Olympique Lyon
Végül 2017. január 20-án az érte 16-17 millió eurót fizető Olympique Lyonhoz szerződött. Szerződése 2021 nyaráig szól, és ha ez idő alatt a United bejut a Bajnokok Ligájába, vagy bajnoki címet szerez, akkor a manchesteriek további ötmillió eurót kapnak. A kontraktusban ezen felül egy visszavásárlási záradékot is belevettek.
2017. január 22-én mutatkozott be a Ligue 1-ben, Mathieu Valbuena cseréjeként a 79. percben állt be az Olympique de Marseille ellen 3-1-re megnyert rangadón. Először január 28-án volt kezdő az Lille ellen, de már a 9. percben le kellett cserélni egy sérülés miatt. Február 26-án duplázott az FC Metz ellen. Március 12-én, a Toulouse elleni bajnokin két gólt szerzett, a második találatot szinte a félpályáról, 46 méterről szerezte. Depay később azt mondta, hogy "ez volt életem gólja", attól azonban elhatárolódott, hogy őt bárki David Beckhamhez, vagy találatát az angol 1992-ben a Wimbledon FC-nek lőtt góljához hasonlítsa.
A 2017–2018-as bajnokságot jó formában kezdte, az első nyolc fordulóban két gólt szerzett és adott három gólpasszt. A 10. fordulóban a Troyes elleni mérkőzésen megszerezte felnőtt pályafutása első mesterhármasát, a Lyon 5–0-ra győzött.
A 2017–2018-as szezont 36 bajnokin 19 lőtt góllal zárta. Az utolsó fordulóban mesterhármast ért el a Nice ellen, ezzel a Lyon 3-2-re megnyerte a mérkőzést és a következő szezonban a Bajnokok Ligájában szerepelhetett.
A következő szezon első fordulójában látványos szabadrúgásgólt ért el az Amiens ellen, csapata 2-0-ra győzött. 2019. november 5-én már egymást követő negyedik tétmérkőzésén volt eredményes, ekkor a Lyon 3–1-re győzte le a Benficát a Bajnokok Ligája csoportkörében. December 10-én újból eredményes volt, ezúttal az RB Leipzig elleni 2–2-es döntetlennel végződő mérkőzésen, amivel csapat kiharcolta a továbbjutást csoportjából. December 15-én, a Stade Rennes elleni bajnokin elülső keresztszalag-szakadást szenvedett, ami miatt az idény hátralevő részét ki kellett hagynia. A bajnokságban sérüléséig 12 találkozón kilenc gólt szerzett.
Sérülése után a koronavírus-járvány miatt kitolódott 2019-2020-as idény végén pályára lépett a Francia Ligakupa döntőjében, ahol a Lyon 0–0-s döntetlent követően büntetőkkel kikapott a Paris Saint-Germaintől. 2020. augusztus 7-én a Bajnokok Ligája nyolcaddöntőjében tizenegyesből volt eredményes a Juventus ellen. Depay lett a második holland labdarúgó Ruud van Nistelrooy után, aki egymást követő hat Bajnokok Ligája-találkozóján is eredményes tudott lenni. A Lyon az elődöntőben esett ki a későbbi győztes Bayern München ellenében.
A 2020-2021-es idény második fordulójában mesterhármast szerzett a Dijon elleni találkozón, a Lyon pedig 4–1-re nyerte meg a mérkőzést.

### FC Barcelona
2021. június 19-én, a 2020-as Európa-bajnokság ideje alatt kétéves szerződést írt alá a katalán csapattal, amely ingyen szerezte meg aláírását, miután szerződése lejárt az Olympique Lyonnál.
Az első hivatalos mérkőzése, a 2021–2022-es bajnokság első fordulójában volt, a Real Sociedad elleni 4–2-s hazai találkozón. A 19. percben Gerard Piquének adott gólpasszt, majd a 2. fordulóban az Athletic Bilbao ellen megszerezte első gólját a katalán csapatban. A következő fordulóban a Getafe CF elleni 2–1-es bajnokin a 30. percben megszerezte második gólját az együttesben. Szeptember 14-én mutatkozott be a Barca színeiben nemzetközi porondon a Bajnokok Ligájában, hazai környezetben a Bayern München elleni 3–0-ra elvesztett mérkőzésén. A bajnokság 7. és a 9. fordulójában gólt szerzett a Levente és a Valencia ellen, az utóbbi mérkőzésén gólpasszt is jegyzett. A 12-15. fordulóig mind a négy találkozón góllal volt eredményes, nevezetesen a Deportivo Alavés, Celta de Vigo, RCD Espanyol, és a Villarreal ellen.
2022. január 12-én játszotta első Szuperkupa mérkőzését a Real Madrid elleni hazai 2–3-s elődöntőn. Csereként Gavit váltotta a 78. percben.
Február 27-én az Athletic Bilbao ellen volt eredményes, és a következő héten a 10. gólját szerezte az Elche CF ellen. Május 14-én az Európa-liga play off mérkőzésének visszavágóján az Eintracht Frankfurt ellen gólt szerzett. Az utolsó két találatát a 34. és a 36. fordulóban szerezte az RCD Mallorca és a Celta de Vigo ellen.
Ebben az idényben a csapat házi gólkirálya lett 13 góllal, holtversenyben Pierre-Emerick Aubameyanggal. Depay eggyel több gólpasszt szerzett, így ő végzett az első helyen.

### Atlético Madrid
2023. január 20-án a klub bejelentette, hogy megszerezte játékjogát a katalán sztárcsapattól, Depay 2025 nyaráig írt alá.
Másnap mutatkozott be csereként hazai környezetben a Real Valladolid elleni 3–0-s bajnokin, a mérkőzés utolsó 15 percében Álvaro Morata-t váltva.
Január 26-án lépett pályára a klub színeiben a Copa del Rey-ben, a negyeddöntő 74. percében csereként állt be a Real Madrid elleni 3–1-s vereségen.
Február 12-én a negyedik mérkőzésén szerezte első találatát, ami győzelmet ért a Celta Vigo elleni 1–0-s idegenbeli mérkőzésen. Március 4-én első alkalommal lépett pályára kezdőként a csapatban, a Sevilla elleni 6–1-es bajnokin, amelyen az első félidőben a 26. és a 29. percben duplázott. 2024 májusában közös megegyezéssel szerződést bontott a klubbal.

### Corinthians
2024. szeptember 9-én két évre szóló szerződést írt alá a brazil Corinthians csapatával.

### A válogatottban

#### Ifjúsági válogatottak
Depay tagja volt a 2011-ben Szerbiában az U17-es Európa-bajnokságon aranyérmet szerző holland válogatottnak.

#### Felnőtt válogatott pályafutása

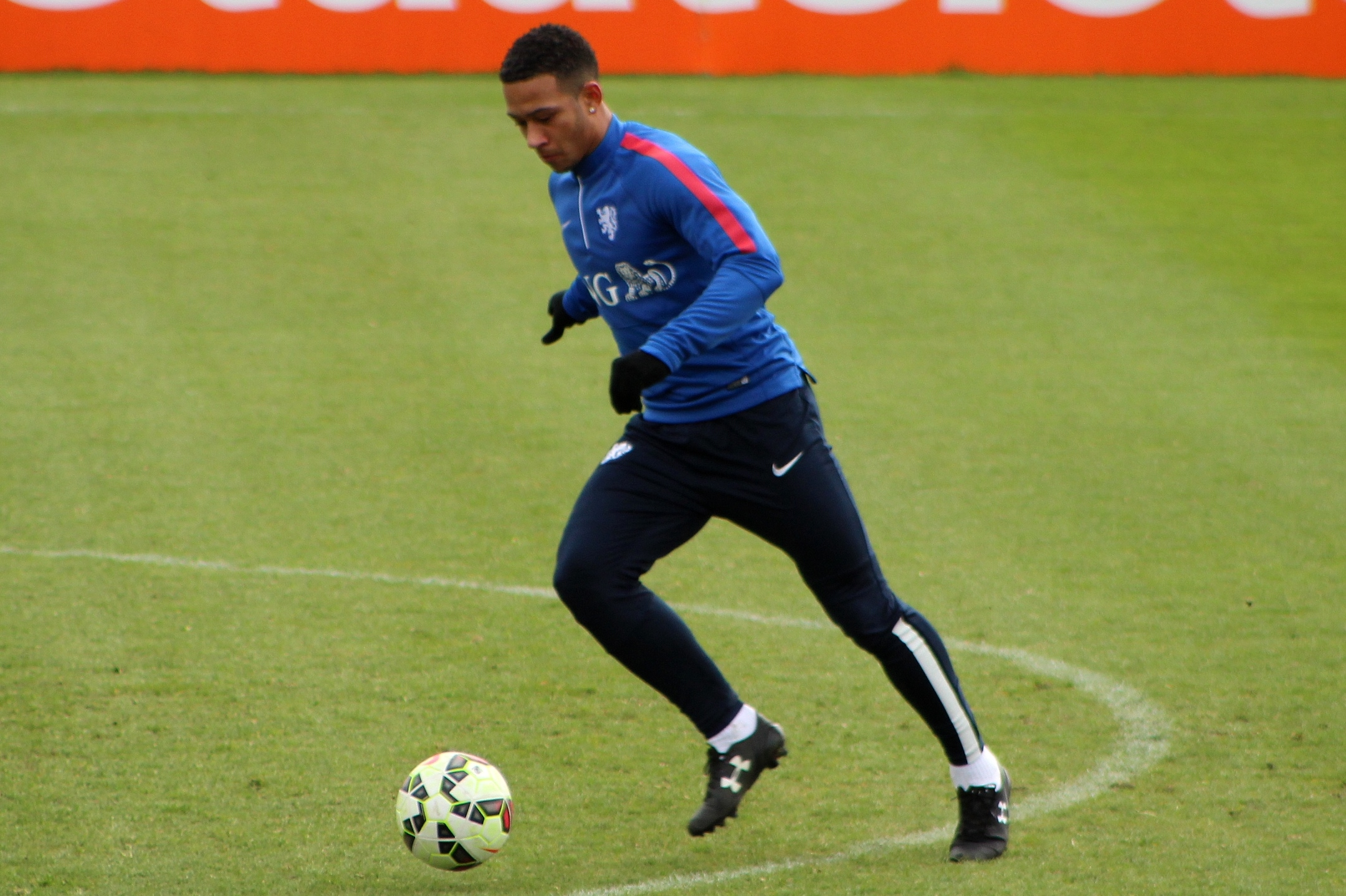
Memphis Depay 2015-ben a holland válogatott edzésén

2013. október 15-én mutatkozott be a holland válogatottban, Jeremain Lens cseréjeként állt be a törökök elleni világbajnoki selejtezőn a Şükrü Saracoğlu Stadionban. A mérkőzést 2–0-ra a hollandok nyerték.
Louis van Gaal nevezte a hollandok 23 fős keretébe a 2014-es világbajnokságra. A második csoportmérkőzésen, az Ausztrália ellen a sérülést szenvedő Bruno Martins Indi helyére állt be a 68. percben, majd győztes gólt szerzett. Ezzel 20 évesen és négy hónaposan ő lett a legfiatalabb holland gólszerző a világbajnokságok történetében. Az utolsó csoportmérkőzésen Chile ellen újra betalált.
Depayt a torna végén jelölték a legjobb fiatal játékosa díjra, azonban végül Paul Pogba lett a díjazott.
A következő válogatott gólját az amerikai válogatott ellen szerezte 2015. június 5-én.  A 2016-os Európa-bajnokság selejtezőjében is pályára lépett, azonban a hollandok nem tudták kvalifikálni magukat a kontinenstornára, Depayt pedig fegyelmezetlensége miatt Danny Blind kitette a válogatott keretből.

## Játékstílusa

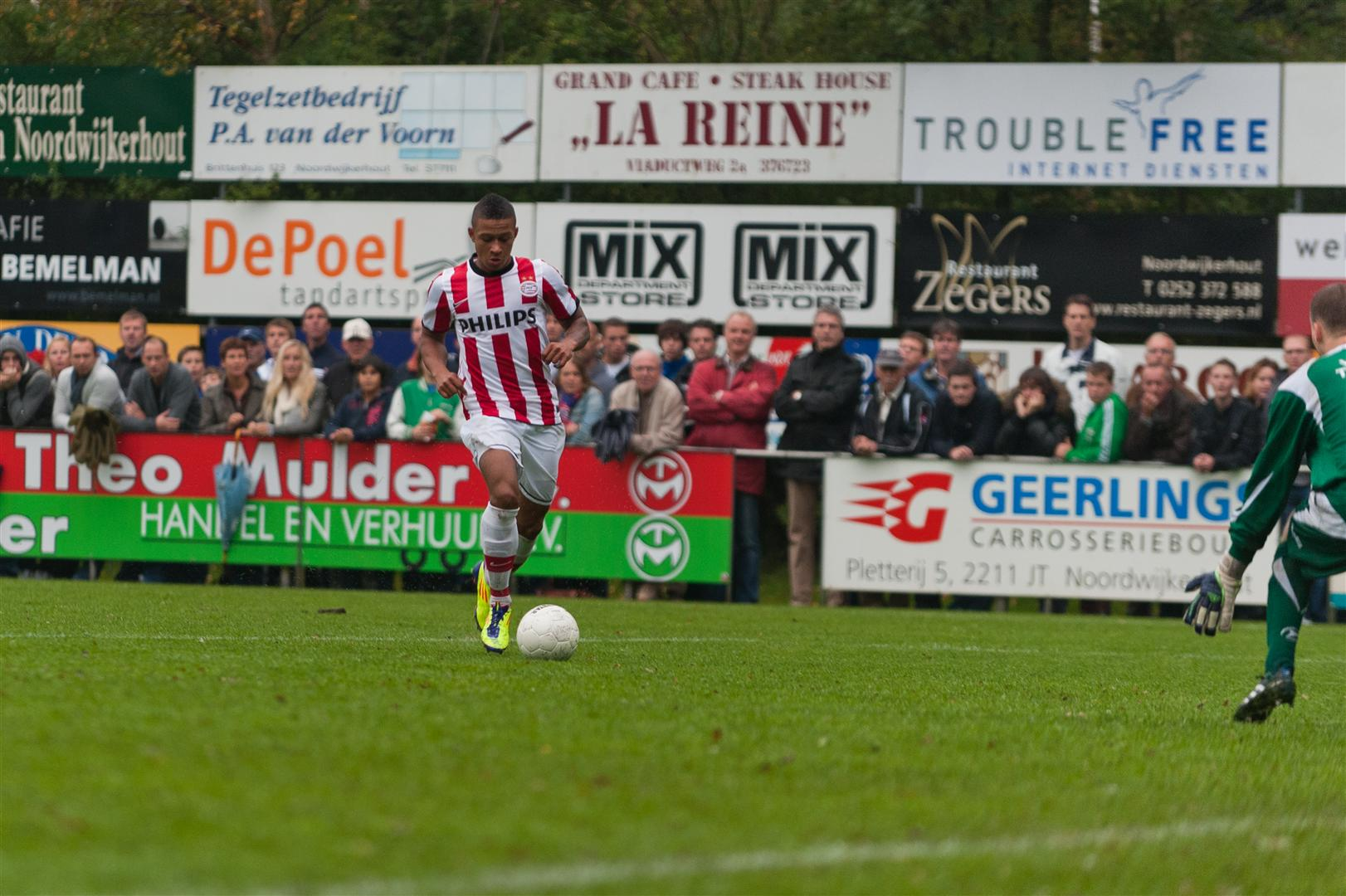
Depay a PSV-ben 2011-ben

Karrierje kezdetén a PSV Eindhoven edzői tehetsége ellenére úgy látták, még nem kiforrott játékos, elsősorban mentálisan kellett megerősödnie. 2015 áprilisában a The Daily Telegraph félelmetes csatárként jellemezte, aki szélvész gyors és mindkét lábával kitűnően cselez. Fáradhatatlan és trükkös játékos, akit nehéz megállítani az ellenfelek védőinek.
Emellett kiváló szabadrúgás lövő technikáját, és némi negatívumként lusta hozzáállását is gyakran emlegették vele kapcsolatban. A 2014–2015-ös idényben az európai bajnokságokban övé volt a második legjobb pontosság, 33 próbálkozásból hét gólt szerzett rögzített helyzetekből.
Amikor a Premier League-be igazolt, Ronald Koeman úgy nyilatkozott, hogy bár Memphis nagy tehetség, mind mentálisan és fizikálisan is erősödnie kell az angol élvonal ritmusához.
Azt hiszem, abban egyetértünk, hogy Depay képességei egyedülállóak, az emberek mégis egy arrogáns, pimasz játékosnak látják.
Pályafutása során többször hasonlították már Arjen Robbenhez és Cristiano Ronaldóhoz.

## Magánélete
Memphis 1994-ben ghánai apától és holland anyától született a dél-holland Moordrechtben. Szülei még fiatal korában elváltak, Memphis az anyjával nőtt fel. Annak új párjával nem jött ki, az otthoni gondok elől gyakran a labdarúgásba menekült. Annak ellenére, hogy apja elhagyta, a mai napig az ő vezetéknevét használja.
Fiatalon került a helyi VV Moordrecht akadémiájára, és itt először játszhatott stabil keretek között és kapott megfelelő képzést. Nagyapja kupagyőztes volt a Feyenoord csapatával, Memphis pedig megfogadta neki, hogy egyszer ő is hasonlóan sikeres játékossá válik. Több tetoválása közül az egyiket az azóta már elhunyt nagyapja tiszteletére készíttette. Amikor a 2014-es világbajnokságon betalált Ausztrália ellen, a gólt nagyapja emlékének ajánlotta.
Ennek a gólnak az emlékére később tetoválást is készíttetett, amely a Megváltó Krisztus szobrát és a gól dátumát ábrázolja. 2017 júniusában a közösségi médiában jelentették be, hogy Depay eljegyezte az amerikai televíziós személyiséget, Lori Harvey-t, Steve Harvey amerikai üzletember legfiatalabb lányát. Kapcsolatuk 2019 nyarán ért véget.

## Statisztika

### Klubcsapatokban
2023. június 29-i állapot szerint.
| Klub              | Szezon           | Bajnokság        | Bajnokság | Bajnokság | Kupa  | Kupa  | Ligakupa | Ligakupa | Nemzetközi | Nemzetközi | Egyéb | Egyéb | Összes | Összes |
| Klub              | Szezon           | Liga             | Mérk.     | Gólok     | Mérk. | Gólok | Mérk.    | Gólok    | Mérk.      | Gólok      | Mérk. | Gólok | Mérk.  | Gólok  |
| ----------------- | ---------------- | ---------------- | --------- | --------- | ----- | ----- | -------- | -------- | ---------- | ---------- | ----- | ----- | ------ | ------ |
| PSV Eindhoven     | 2011/12          | Eredivisie       | 8         | 3         | 3     | 2     | —        | —        | 0          | 0          | 0     | 0     | 11     | 5      |
| PSV Eindhoven     | 2012/13          | Eredivisie       | 20        | 2         | 4     | 1     | —        | —        | 5          | 0          | 1     | 0     | 30     | 3      |
| PSV Eindhoven     | 2013/14          | Eredivisie       | 32        | 12        | 1     | 0     | —        | —        | 10         | 2          | 0     | 0     | 43     | 14     |
| PSV Eindhoven     | 2014/15          | Eredivisie       | 30        | 22        | 1     | 0     | —        | —        | 9          | 6          | 0     | 0     | 40     | 28     |
| PSV Eindhoven     | Összesen         | Összesen         | 90        | 39        | 9     | 3     | —        | —        | 24         | 8          | 1     | 0     | 124    | 50     |
| Manchester United | 2015/16          | Premier League   | 29        | 2         | 3     | 0     | 2        | 0        | 11         | 5          | —     | —     | 45     | 7      |
| Manchester United | 2016/17          | Premier League   | 4         | 0         | 0     | 0     | 1        | 0        | 3          | 0          | 0     | 0     | 8      | 0      |
| Manchester United | Összesen         | Összesen         | 33        | 2         | 3     | 0     | 3        | 0        | 14         | 5          | 0     | 0     | 53     | 7      |
| Lyon              | 2016/17          | Ligue 1          | 17        | 5         | 1     | 0     | 0        | 0        | —          | —          | —     | —     | 18     | 5      |
| Lyon              | 2017/18          | Ligue 1          | 36        | 19        | 4     | 0     | 1        | 0        | 10         | 3          | —     | —     | 51     | 22     |
| Lyon              | 2018/19          | Ligue 1          | 36        | 10        | 2     | 1     | 1        | 0        | 8          | 1          | —     | —     | 47     | 12     |
| Lyon              | 2019/20          | Ligue 1          | 13        | 9         | 0     | 0     | 1        | 0        | 8          | 6          | —     | —     | 22     | 15     |
| Lyon              | 2020/21          | Ligue 1          | 37        | 20        | 3     | 2     | —        | —        | —          | —          | —     | —     | 40     | 22     |
| Lyon              | Összesen         | Összesen         | 139       | 63        | 10    | 3     | 3        | 0        | 26         | 10         | —     | —     | 178    | 76     |
| Barcelona         | 2021/22          | La Liga          | 28        | 12        | 0     | 0     | —        | —        | 9          | 1          | 1     | 0     | 38     | 13     |
| Barcelona         | 2022/23          | La Liga          | 2         | 1         | 1     | 0     | —        | —        | 1          | 0          | 0     | 0     | 4      | 1      |
| Barcelona         | Összesen         | Összesen         | 30        | 13        | 1     | 0     | —        | —        | 10         | 1          | 1     | 0     | 42     | 14     |
| Atlético Madrid   | 2022/23          | La Liga          | 8         | 4         | 1     | 0     | —        | —        | —          | —          | —     | —     | 9      | 4      |
| Atlético Madrid   | Összesen         | Összesen         | 8         | 4         | 1     | 0     | —        | —        | 0          | 0          | 0     | 0     | 9      | 4      |
| Karrier összesen  | Karrier összesen | Karrier összesen | 300       | 121       | 24    | 6     | 6        | 0        | 74         | 24         | 2     | 0     | 406    | 151    |

1. ↑  Mérkőzése(i) a(z) Johan Cruijff Schaal-ben
2. 1 2  Mérkőzése(i) az Európa Ligában
3. 1 2 3  Mérkőzése(i) a Bajnokok Ligájában
4. ↑  A Bajnokok Ligájában hatszor lépett pályára 
 Az Európa Ligában háromszor lépett pályára; egy gólt szerzett
5. ↑  Mérkőzése(i) a Supercopa-ban

### A válogatottban
2023. január 22-én frissítve.
| 2013     | 3  | 0  |
| 2014     | 10 | 2  |
| 2015     | 8  | 1  |
| 2016     | 6  | 2  |
| 2017     | 7  | 3  |
| 2018     | 10 | 5  |
| 2019     | 8  | 6  |
| 2020     | 7  | 2  |
| 2021     | 16 | 17 |
| 2022     | 11 | 5  |
| 2023     | 1  | 0  |
| Összesen | 87 | 43 |

#### Góljai a válogatottban
|     | Időpont             | Helyszín                                   | Ellenfél         | Gólok | Eredmény | Kiírás                                       |
| --- | ------------------- | ------------------------------------------ | ---------------- | ----- | -------- | -------------------------------------------- |
| 1.  | 2014. június 18.    | Estádio Beira-Rio, Porto Alegre, Brazília  | Ausztrália       | 3–2   | 3–2      | 2014-es labdarúgó-világbajnokság             |
| 2.  | 2014. június 23.    | Arena de São Paulo, São Paulo, Brazília    | Chile            | 2–0   | 2–0      | 2014-es labdarúgó-világbajnokság             |
| 3.  | 2015. június 5.     | Amsterdam ArenA, Amszterdam, Hollandia     | Egyesült Államok | 3–1   | 3–4      | Barátságos mérkőzés                          |
| 4.  | 2016. november 13.  | Stade Josy Barthel, Luxembourg, Luxemburg  | Luxemburg        | 2–1   | 3–1      | 2018-as labdarúgó-világbajnokság-selejtező   |
| 5.  | 2016. november 13.  | Stade Josy Barthel, Luxembourg, Luxemburg  | Luxemburg        | 3–1   | 3–1      | 2018-as labdarúgó-világbajnokság-selejtező   |
| 6.  | 2017. október 7.    | Boriszov Aréna, Bariszav, Fehéroroszország | Fehéroroszország | 3–1   | 3–1      | 2018-as labdarúgó-világbajnokság-selejtező   |
| 7.  | 2017. november 9.   | Pittodrie Stadion, Aberdeen, Skócia        | Skócia           | 1–0   | 1–0      | Barátságos mérkőzés                          |
| 8.  | 2017. november 14.  | Nemzeti Stadion, Bukarest, Románia         | Románia          | 1–0   | 3–0      | Barátságos mérkőzés                          |
| 9.  | 2018. március 26.   | Stade de Genève, Genf, Svájc               | Portugália       | 1–0   | 3–0      | Barátságos mérkőzés                          |
| 10. | 2018. szeptember 6. | Amsterdam ArenA, Amszterdam, Hollandia     | Peru             | 1–1   | 2–1      | Barátságos mérkőzés                          |
| 11. | 2018. szeptember 6. | Amsterdam ArenA, Amszterdam, Hollandia     | Peru             | 2–1   | 2–1      | Barátságos mérkőzés                          |
| 12. | 2018. október 13.   | Amsterdam ArenA, Amszterdam, Hollandia     | Németország      | 2–0   | 3–0      | 2018–2019-es UEFA Nemzetek Ligája (A liga)   |
| 13. | 2018. november 16.  | Feijenoord Stadion, Rotterdam, Hollandia   | Franciaország    | 2–0   | 2–0      | 2018–2019-es UEFA Nemzetek Ligája (A liga)   |
| 14. | 2019. március 21.   | Feijenoord Stadion, Rotterdam, Hollandia   | Fehéroroszország | 1–0   | 4–0      | 2020-as labdarúgó-Európa-bajnokság-selejtező |
| 15. | 2019. március 21.   | Feijenoord Stadion, Rotterdam, Hollandia   | Fehéroroszország | 3–0   | 4–0      | 2020-as labdarúgó-Európa-bajnokság-selejtező |
| 16. | 2019. március 24.   | Amsterdam ArenA, Amszterdam, Hollandia     | Németország      | 2–2   | 2–3      | 2020-as labdarúgó-Európa-bajnokság-selejtező |

## Sikerei, díjai
PSV Eindhoven
- Holland kupagyőztes (1): 2011–12
- Holland bajnok (1): 2014–15
- Holland szuperkupa-győztes (1): 2012

Manchester United
- Angol kupagyőztes: 2015–16

### A válogatottal
Hollandia
- U17-es Európa-bajnok: 2011[108]
- U21-es Európa-bajnokság, bronzérmes: 2013
- Világbajnokság, bronzérmes: 2014[109]

Egyéni
- Eredivisie, gólkirály (1): 2014–15
- Az év fiatal holland labdarúgója (1): 2014–15[110]
- Az év felfedezettje a PSV Eindhovennél
- Az év fiatal játékosa a France Football szavazásán: 2015
- Ligue 1, a hónap játékosa: 2018 április[111]
- Ligue 1, a szezon gólja: 2017 (a Toulouse ellen)[112]
- Az Európa-bajnoki selejtezők álomcsapatának tagja: 2019[113]